# Apheliscus
L'afelisco (gen. Apheliscus) è un mammifero estinto, forse appartenente ai macroscelidi. Visse tra il Paleocene superiore e l'Eocene inferiore (circa 58–50 milioni di anni fa) e i suoi resti fossili sono stati ritrovati in Nordamerica.

## Descrizione
Questo animale era di piccole dimensioni e doveva assomigliare agli odierni toporagni elefante (gen. Elephantulus e Macroscelides). 

### Cranio
Il cranio era allungato e stretto, e presentava una debole costrizione postorbitale. Le creste temporali basse si univano nella loro parte posteriore in una cresta sagittale poco sviluppata. La regione uditiva era limitata anteriormente da una piccola apofisi postglenoide che prolungava l'apofisi zigomatica e posteriormente da un'apofisi paraoccipitale corta e robusta. L'osso occipitale, largo e piatto, possedeva grandi condili molto allargati. La mandibola era sottile e allungata, mentre il ramo montante era largo e alto, e dotato di un condilo trasversale di sezione ovale, situato al di sopra della fila dentaria.
La morfologia dentaria era vagamente simile a quella dei pentacodontidi. Il primo premolare superiore era assente, mentre il secondo e il terzo erano piccoli, semplici e a radice doppia; il quarto, invece, era dotato di due grandi cuspidi separate da una notevole costrizione mediana. I molari erano di forma triangolare ed erano privi di stilo sul cingolo esterno. L'ipocono era rudimentale sul primo molare superiore, ed era ancora più ridotto sugli altri due molari superiori. Il quarto premolare inferiore era un dente robusto e allungato, con una cuspide principale robusta e un talonide alto e privo di bacino, con una forte cuspide esterna prolungata in una cresta trasversale. L'aspetto generale dei denti (soprattutto dei premolari) richiamava quello dei pentacodontidi, ma la morfologia era più semplice. I molari presentavano un trigonide leggermente più elevato del talonide e un ipoconide marginale tranne che sul terzo molare inferiore.

### Scheletro postcranico
Le vertebre cervicali erano dotate di piccole zigapofisi e apofisi traverse poco sviluppate. L'omero era lungo e robusto, era allargato nella parte distale e mostrava una cresta deltoide prominente. Le zampe posteriori erano estremamente allungate e snelle. Il femore era gracile e dotato di un grande trocantere posto leggermente più in alto della testa del femore; la parte distale del femore era profonda e stretta. Tibia e fibula, snelle e sottili, erano fuse distalmente per almeno un terzo della lunghezza della tibia. La troclea dell'astragalo era asimmetrica, mentre il calcagno era dotato di una tuberosità allungata. Il cuboide era gracile e allungato.

## Classificazione
Il genere Apheliscus venne descritto per la prima volta da Edward Drinker Cope nel 1875, per accogliere la specie Prototomus insidiosus, precedentemente descritta dallo stesso Cope. Oltre alla specie tipo Apheliscus insidiosus, tipica dell'Eocene inferiore del Wyoming, a questo genere sono state ascritte altre specie: A. nitidus, la più antica, del Paleocene superiore del Wyoming, A. wapitiensis e A. chydaensis (Eocene inferiore del Wyoming).
Apheliscus è il genere eponimo degli afeliscidi (Apheliscidae), un gruppo di mammiferi insettivori arcaici, forse simili agli odierni toporagni elefante. Generalmente ascritti ai cosiddetti "condilartri" o considerati affini ai pentacodontidi o ai pantolestidi, secondo le classificazioni più recenti gli afeliscidi potrebbero a tutti gli effetti essere rappresentanti arcaici (o antenati) dei macroscelidi, ovvero i toporagni elefante. Affine a questo animale era Haplomylus, ancor più specializzato.

## Paleobiologia
Apheliscus e l'affine Haplomylus dovevano essere mammiferi corridori molto specializzati, probabilmente insettivori. L'adattamento a una corsa veloce si riscontra anche nei macroscelidi attuali: questi animali hanno portato all'estremo le caratteristiche già evidenti negli afeliscidi.